# Президентские выборы в Чили (1841)
Президентские выборы в Чили проходили 25 и 26 июня 1841 года по системе выборщиков. Организованной оппозиции консерватору генералу Мануэлю Бульнес практически не было. Либералы пытались сгруппироваться вокруг Франсиско Антонио Пинто, провозглашённого кандидатом без его согласия. Президентом был избран Мануэль Бульнес, Пинто стал его советником.

## Результаты
| Кандидат                | Голоса | %      |
| Мануэль Бульнес         | 154    | 93,90% |
| ----------------------- | ------ | ------ |
| Франсиско Антонио Пинто | 9      | 5,49%  |
| Бернардо О’Хиггинс      | 1      | 0,61%  |
| Воздержались            | 3      |        |
| Всего                   | 164    | 100%   |